# عبد الله عريف
عبد الله عريف الهذلي (1336- 1397 هـ/ 1916- 1977 م)، كاتب وإعلامي سعودي، أمين مدينة مكة المكرمة، ورئيس تحرير جريدة البلاد السعودية (صوت الحجاز سابقًا)، ورئيس نادي الوحدة السعودي.

## سيرته
وُلد عبد الله بن محمد علي بن عبد اللطيف عريف الهذلي في مكة المكرمة، عام 1336هـ/ 1916م. تلقَّى تعليمه الابتدائي بها، ثم ابتُعث إلى القاهرة وتخرَّج في دار العلوم بمصر.
عمل بعد عودته من الابتعاث مدَّة في ديوان التفتيش بوزارة المالية، ورأسَ تحرير جريدة البلاد السعودية (صوت الحجاز سابقًا) بين عامي 1365- 1375هـ. وعمل كاتبًا صحفيًّا في جريدة صوت الحجاز وجريدة أم القرى. وعُيِّن أمينًا للعاصمة المقدَّسة مكة المكرَّمة. ورأس نادي الوحدة الرياضي الثقافي.

## نشاطاته
مؤتمرات الخارج
- مؤتمرات منظمة المدن العربية المنعقدة في كل من تونس والعراق.
- مؤتمر الإدارات المحلية المنعقد في الأردن والقاهرة.
- مؤتمر ميلانو بإيطاليا.

مؤتمرات الداخل
- مؤتمر البلديات والمرور.
- مؤتمر رابطة العالم الإسلامي.
- مؤتمر الأدباء السعوديين.

عضوية اللجان التأسيسية
- عضو لجنة تأسيس جامعة الملك عبدالعزيز.
- عضو لجنة شركة كهرباء مكة المكرمة.
- عضو لجنة شركة كهرباء جدة.[8]

## تكريمه
- مُنح وسام الملك خالد؛ تقديرًا لجهوده في خدمة العاصمة المقدَّسة وتحسين مرافقها.
- أقام له أهلُ مكة حفلًا تكريميًّا؛ تقديرًا لجهوده في النهوض بمدينتهم، وأسهموا فيه بالتبرُّعات، فتبرَّع بمئة ألف ريال، ومُنحت التبرُّعات لإحدى الجمعيات الخيرية في مكة؛ لتصرفَ في أعمالها الخيرية.[9]

## وفاته
توفي في مكة المكرمة، يوم الجمعة 12 رمضان 1397هـ الموافق 26 أغسطس (آب) 1977م.

## وصلات خارجية
- عـبدالله عريف.. الأمين والأديب والصحفي